# Dryopteris cognata
Espèce
Statut de conservation UICN

 CR B1ab(iii)+2ab(iii) : 
En danger critique
Dryopteris cognata est une espèce de fougères de la famille des Dryopteridaceae, endémique de l'île de Sainte-Hélène.

## Description
Dryopteris cognata est une fougère érigée, touffue, feuilles de 60 à 100 cm. Le stipe et rachis sont squameux avec de grandes écailles ovales brunes. Les pinnules sont oblongues, émoussées, largement dentées pour se créner avec des sores allant souvent jusqu'au bout des pinnules. Les sores sont en rangées à mi-chemin entre le marge et la nervure centrale. Les indusies sont réniformes.

## Distribution
Assez rare dans la végétation indigène des sommets de l'île, plus rare que Dryopteris napoleonis, se développe dans les zones les plus inaccessibles du fourrée des fougères arborescentes (Dicksonia arborescens).